# Kate Hewlett
Katherine Emily Hewlett, detta Kate (Toronto, 17 dicembre 1976), è un'attrice, scrittrice e cantautrice canadese.
È sorella di David Hewlett, attore noto per aver interpretato Rodney McKay in Stargate Atlantis.
Kate è apparsa in 4 episodi di Stargate Atlantis come la sorella di Mckay di nome Jeannie. È anche stata co-protagonista nel film del 2006 A Dog's Breakfast nel ruolo della sorella del protagonista. Ha anche scritto e interpretato Humans Anonymous, vincitore del "Best of Fringe" e Best Ensemble nel 2006 al Fringe Festival di Toronto.

## Filmografia parziale

### Attrice

#### Cinema
- Loose Change, regia di Scott Bergwerff e Clement Lush (1999)
- Dark Water, regia di Walter Salles (2005)
- A Dog's Breakfast, regia di David Hewlett (2007)
- The Last New Year, regia di Garfield Lindsay Miller (2008)
- Jesus Henry Christ, regia di Dennis Lee (2012)
- Sex After Kids, regia di Jeremy Lalonde (2013)
- Debug, regia di David Hewlett (2014)
- The Go-Getters, regia di Jeremy Lalonde (2018)

#### Televisione
- Kevin Hill – serie TV, episodio 1x03 (2004)
- Four Minutes, regia di Charles Beeson – film TV (2005)
- 11 Cameras – serie TV, 11 episodi (2006)
- Stargate Atlantis (Stargate: Atlantis) – serie TV, 4 episodi (2006-2008)
- Psych – serie TV, episodio 2x11 (2008)
- I misteri di Murdoch (Murdoch Mysteries) – serie TV, episodio 3x04 (2010)
- Flashpoint – serie TV, episodio 3x08 (2010)
- InSecurity – serie TV, episodio 1x04 (2011)
- Republic of Doyle – serie TV, episodio 3x05 (2012)
- The L.A. Complex – serie TV, episodi 2x06-2x07-2x08 (2012)
- Degrassi: The Next Generation – serie TV, 20 episodi (2012-in corso)
- Still Life: A Three Pines Mystery, regia di Peter Moss – film TV (2013)
- Degrassi: Minis – serie TV, episodio 8x05 (2013)
- Saving Hope – serie TV, episodio 2x17 (2014)
- Working the Engels – serie TV, episodio 1x08 (2014)
- Remedy – serie TV, 5 episodi (2014-2015)
- The Stanley Dynamic – serie TV, 39 episodi (2014-in corso)
- The Girlfriend Experience – serie TV, 6 episodi (2016)

### Sceneggiatrice
- InSecurity – serie TV, episodio 2x02 (2011)
- The L.A. Complex – serie TV, 12 episodi (2012)
- Seed – serie TV, episodio 2x08 (2014)
- Backstage – serie TV, 10 episodi (2016-2017)
- Big Top Academy – serie TV, 13 episodi (2018-2019)
- Corner Gas Animated – serie TV, 2 episodi (2019)
- Malory Towers – serie TV, 9 episodi (2020)
- Overlord and the Underwoods – serie TV, 3 episodi (2021-2022)